# Chuyến bay Aeroflot 6709
Chuyến bay 6709 của Aeroflot là chuyến bay của một chiếc Tupolev Tu-154B trên đường bay nội địa từ Baku đến Leningrad vào ngày 19 tháng 5 năm 1978. Khi đang bay, dòng nhiên liệu tới ba động cơ Kuznetsov NK-8 của máy bay đã dừng lại. Các động cơ ngừng hoạt động do thiếu nhiên liệu, có thể là do thiết kế máy bay kém. Phi hành đoàn đã hạ cánh máy bay ngay sau 1:30 MSK (UTC/GMT +3 giờ) tại cánh đồng phía đông nam Maksatikha. Một đám cháy bùng phát sau khi hạ cánh, rồi chiếc máy bay cuối cùng đã bị phá hủy. Vụ va chạm dẫn đến hỏa hoạn khiến 4 người chết và 27 người bị thương.

## Sơ lược máy bay
Tu-154B (số đăng ký USSR-85169, nhà máy 76A169, sê-ri 0169) được sản xuất bởi Nhà máy Hàng không Kuibyshev (KuAPO) vào tháng 9 năm 1976. Vào ngày 25 tháng 10 cùng năm, MGA của Liên Xô được chuyển giao (hoạt động dưới thương hiệu Aeroflot), nó được gửi đến Baku OJSC thuộc Azerbaijan UGA. Được trang bị ba động cơ phản lực cánh quạt NK-8-2U do KMPO sản xuất. Vào ngày xảy ra thảm họa, máy bay đã hoàn thành 1567 chu kỳ cất cánh, hạ cánh và bay 3308 giờ.

## Phi hành đoàn và hành khách
Máy bay được điều khiển bởi một phi hành đoàn giàu kinh nghiệm từ phi đội bay số 107 (Phi đội Không quân Baku United), gồm:
- Chỉ huy máy bay (PIC) - Anatoly Nikolaevich Fedorov. Đây là chuyến bay đầu tiên của ông trên cương vị chỉ huy.
- Phi công phụ là Eduard Alekseevich Demonov.
- Hoa tiêu - Valery Ashotovich Petrosov.
- Kỹ sư bay - Vadim Georgievich Potapov.
- Kỹ sư bay - huấn luyện viên - Anatoly Mikhailovich Chervyakov.

Ba tiếp viên làm việc trong khoang máy bay:
- Irina Bogdanovna Kirilenko,
- Tatiana Alexandrovna Evtushenko,
- Galina Alekseevna Timofeeva.

| Quốc tịch | Hành khách | Phi hành đoàn | Tổng |
| --------- | ---------- | ------------- | ---- |
| Liên Xô   | 124        | 8             | 132  |
| Algeria   | 2          | 0             | 2    |
| Tổng      | 126        | 8             | 134  |

Tổng cộng có 134 người trên máy bay - 126 hành khách và 8 thành viên phi hành đoàn.

## Chi tiết
Chuyến bay 6709 của Aeroflot cất cánh từ Sân bay Quốc tế Heydar Aliyev lúc 10:30 sáng theo giờ MSK. Nó đã bay đến Sân bay Pulkovo ở Leningrad, cách 2,550 km (1,580 dặm). Khoảng hai giờ sau khi cất cánh, động cơ máy bay đã bị mất điện. Một số nguồn tin cho rằng điều này là do kỹ sư bay vô tình ngắt hệ thống bơm nhiên liệu vào thùng chứa của máy bay, mặc dù chưa chắc chắn về độ chính xác của tuyên bố này. Do thiết kế kém của Tu-154B, một lần hỏng hệ thống bơm nhiên liệu có thể dẫn đến việc cả ba động cơ ngừng hoạt động. Ngay sau khi động cơ bị mất điện, máy phát điện xoay chiều của máy bay đã dừng lại. Điều này dẫn đến việc máy bay hạ độ cao và xoay vòng đột ngột, dấu hiệu đầu tiên của sự cố mà các phi công nhận thấy. Trong quá trình hạ cánh, các phi công đã cố gắng khởi động lại động cơ nhiều lần. Một số nỗ lực này đã có kết quả, nhưng không cung cấp đủ điện cho máy phát điện để khởi động lại hệ thống bơm nhiên liệu. Các phi công cũng cố gắng sử dụng APU của máy bay để khởi động lại máy bơm nhiên liệu, nhưng nó đã bị vô hiệu hóa do thiết kế ở độ cao trên 3.000 mét (9.800 ft).
Máy bay hạ cánh xuống cánh đồng khoai tây và lúa mạch cách Maksatikha 5 km (3,1 dặm) về phía đông nam lúc 1:32 chiều. Máy bay nảy lên nhiều lần, tách thành ba mảnh khi chạm vào cây cối. Hai đến ba phút sau khi dừng lại, thân máy bay bốc cháy và bị phá hủy. Bốn người chết trong vụ việc và 27 người bị thương.
Sau khi hạ cánh, phi hành đoàn đã thực hiện các biện pháp tích cực để sơ tán hành khách. Trong số 134 người trên khoang, có 4 hành khách thiệt mạng - một bé gái 7 tuổi bị kẹp chân giữa ghế (hai thành viên phi hành đoàn chạy đến hét lên nhưng bé gái không thể rút chân ra và họ buộc phải rời máy bay do khói và lửa ngày càng lớn); mẹ cô cố gắng cứu cô bé; Cơ trưởng Không quân và nữ hành khách. 27 người bị thương - gồm 26 hành khách và 1 thành viên phi hành đoàn (kỹ sư hướng dẫn chuyến bay). 96 hành khách còn lại và 7 thành viên phi hành đoàn không bị thương.

## Điều tra
Quá trình điều tra cho thấy, để kiểm tra sự chu đáo của kỹ sư bay Potapov, kỹ sư bay Chervyakov đã tắt chế độ tự động chuyển nhiên liệu hàng không vào thùng tiếp liệu và quên mất việc này, nhưng ông không để ý.
Thảm họa là do một sai sót thiết kế đáng kể của máy bay Tu-154B: thùng tiếp liệu được sử dụng cho cả ba động cơ, một lỗi duy nhất có thể dẫn đến việc tắt toàn bộ ba động cơ.
Sau cuộc điều tra, phi hành đoàn đã bị đưa ra xét xử, dẫn đến 3 năm tù vì tội sơ suất đối với kỹ sư bay Chervyakov (ông được thả trước thời hạn theo lệnh ân xá) và cách chức Fedorov.